# Fulbrook (Oxfordshire)
Pour les articles homonymes, voir Fulbrook.
Fulbrook est une paroisse civile et un village de l'Oxfordshire, en Angleterre.